# Rue Cécile-Brunschvicg
La rue Cécile-Brunschvicg  est une voie de Toulouse, chef-lieu de la région Occitanie, dans le Midi de la France.

## Situation et accès

### Description
La rue Cécile-Brunschvicg est une voie publique. Elle se trouve dans le quartier des Ponts-Jumeaux, dans le secteur 3 - Nord.

### Voies rencontrées
La rue Cécile-Brunschvicg rencontre les voies suivantes, dans l'ordre des numéros croissants (« g » indique que la rue se situe à gauche, « d » à droite) :
1. Boulevard de l'Embouchure
2. Boulevard du Maréchal-Leclerc (d)
3. Rue Anita-Politkovskaïa (g)
4. Rue Philippe-Wolff (d)
5. Rue Henri-Docquiert (d)
6. Boulevard de Suisse (g)
7. Rue Daydé (d)

## Odonymie
La rue est nommée, par décision du conseil municipal du 20 mars 2009, en l'honneur de Cécile Brunschvicg (1877-1946), femme politique et féministe française. Elle est, entre 1936 et 1937, sous-secrétaire d'État à l'Éducation nationale dans le premier gouvernement de Front populaire de Léon Blum.

## Histoire
La rue Cécile-Brunschvicg est aménagée à partir de 2009, dans le cadre de la zone d'aménagement concerté (ZAC) des Ponts-Jumeaux, dont elle forme l'axe principal. La ZAC, dont le projet émerge en 2000, est confiée en 2002 à une société privée dépendant de Kaufman & Broad, la SARL Ponts-Jumeaux, et à l'entreprise Bouygues Immobilier. Elle concerne l'aménagement d'un vaste quadrilatère occupé par des usines, des bâtiments industriels et des entrepôts, entre le boulevard de l'Embouchure, le boulevard de Suisse et la rue Paul-Kruger.

## Patrimoine et lieux d'intérêt

### Groupe scolaire des Ponts-Jumeaux
Le groupe scolaire des Ponts-Jumeaux regroupe une école maternelle (actuel no 18) et une école élémentaire (actuel no 18 rue Henri-Docquiert). L'ensemble occupe une vaste parcelle d'environ 5 100 m2 limitée par la rue Cécile-Brunschvicg, la rue Daydé, la rue Paul-Kruger et la rue Henri-Docquiert. Il est construit entre 2011 et 2012 sur les plans de l'architecte Olivier Cugullière, et ouvert à la rentrée 2012.
Le bâtiment, qui obtient le label de haute qualité environnementale (HQE), est le premier équipement municipal construit respectant la norme bâtiment basse consommation (BBC) : il est défini comme un bâtiment à énergie positive et il est équipé de 800 m² de panneaux photovoltaïques.